# Ghiacciaio Robison
Il Ghiacciaio Robison (in inglese Robison Glacier) è un ghiacciaio situato nell'entroterra della costa di Saunders, nella parte occidentale della Terra di Marie Byrd, in Antartide. Il ghiacciaio, il cui punto più alto si trova ad oltre 1300 m s.l.m., fluisce in direzione nord-ovest lungo il versante settentrionale delle La Gorce Mountains, subito a sud del ghiacciaio Van Reeth, fino ad unire il proprio flusso a quello del ghiacciaio Scott, nelle montagne della Regina Maud, pochi chilometri a sud della riva della costa di Amundsen.

## Storia
Il Ghiacciaio Robison è stato scoperto nel dicembre 1934 dal reparto geologico della seconda spedizione in Antartide di Richard Evelyn Byrd, guidato da Quin Blackburn; è stato poi così battezzato dal Comitato consultivo dei nomi antartici (US-ACAN) in onore del tenente comandante Layton E. Robison, membro della squadriglia della marina militare statunitense denominata VX-6, che operò durante l'Operazione Deep Freeze nel 1964, nel 1965 e nel 1966.